# روتنشتاین (آلمان)
روتنشتاین (به آلمانی: Rothenstein) یک شهر در آلمان است که در زاله‌هلتسلاند واقع شده‌است. روتنشتاین ۱٬۱۷۴ نفر جمعیت دارد.